# 2 d'octubre
El 2 d'octubre és el dos-cents setanta-cinquè dia de l'any del calendari gregorià i el dos-cents setanta-sisè en els anys de traspàs. Queden 90 dies per finalitzar l'any.

## Esdeveniments
Països Catalans
- 1282 - El rei Pere II aconsegueix el domini de l'illa de Sicília.
- 1928 - L'Assemblea Constituent del Separatisme Català aprova la Constitució Provisional de la República Catalana.
- 1998 - Es presenta l'associació Softcatalà, obrint-se el lloc web tot publicant la versió 4.04 del Netscape en català.

Resta del món
- 1187 - Saladí, sultà d'Egipte i Síria, reconquereix Jerusalem.
- 1572 - Mechelen (Països Baixos espanyols), comença el saqueig anomenat Fúria espanyola que va durar fins al 5 d'octubre.
- 1814 - Rancagua (Xile): l'exèrcit reialista del Perú engega la Reconquesta de Xile després de guanyar la batalla de Rancagua en la guerra de la Pàtria Vella.
- 1835 - Gonzales (Texas): els texans guanyen la batalla de Gonzales que inicia la Revolució texana.
- 1928 - Fundació de l'Opus Dei pel sacerdot Josepmaria Escrivà de Balaguer.
- 1932 - Se celebra, amb motiu de les festes de La Mercè, el primer campionat de patí de vela català.
- 1941 - Segona Guerra Mundial: Alemanya inicia, amb l'Operació Tifó, una ofensiva total contra Moscou.
- 1944 - Segona Guerra Mundial: Les tropes nazis aixafen la Sublevació de Varsòvia.
- 1944 - Putten (Gelderland): les tropes nazis assalten la ciutat en represàlia per la mort d'un oficial i deporten 661 homes i nens a camps de concentració.
- 1950 - Charles M. Schulz publica per primer cop la tira dels Peanuts, amb els famosos Charlie Brown i el seu gos Snoopy.[1]
- 1958 - La República de Guinea es declara independent de França.[2]
- 1968 - A la Ciutat de Mèxic, un míting d'estudiants, a la Plaza de las Tres Culturas, a Tlatelolco, és atacat per la policia, l'exèrcit i provocadors no identificats. El nombre de morts no s'ha pogut establir. Hi ha qui parla de centenars, però.
- 1970 - Es publica al Regne Unit Atom Heart Mother, el cinquè àlbum d'estudi de Pink Floyd.[3]
- 1982, Espanya: Es desmantella la conspiració colpista per al 27 d'octubre de 1982 amb la detenció dels tres principals implicats; dos coronels i un tinent coronel.[4]
- 1997 - Els ministres d'Afers Exteriors de tots els estats membres de la Unió Europea signen el Tractat d'Amsterdam que substitueix el Tractat de Maastricht. Entrarà en vigor l'1 de maig de 1999.[5]

## Naixements
Països Catalans
- 1903 - Cambrils: Maria Mullerat i Bassedas, mestra pionera en l'educació de nens i nenes amb discapacitat (m. 1996).[6]
- 1912 - Esplugues de Llobregat: Josep Cruset Porqué, poeta, escriptor i articulista en llengua castellana (m. 1998).[7]
- 1923 - València: Alfons Verdeguer i González, escriptor valencià (m. 1971).[8]
- 1954 - Girona, Gironès: Rafael Nadal i Farreras, escriptor i periodista català.[9]
- 1963 - Sueca, Ribera Baixa: Manuel Baixauli Mateu, escriptor i pintor valencià.[10]
- 1971 - Igualada: Jordina Sales Carbonell, historiadora i arqueòloga catalana especialista en cristianisme antic.[11]

Resta del món
- 1452, Northamptonshire, Regne d'Anglaterra: Ricard III d'Anglaterra, noble anglès, rei d'Anglaterra entre 1483 i 1485, últim monarca de la Casa de York (m. 1485).[12]
- 1470, Dueñas, Regne de Castella: Isabel d'Aragó i de Castella o Isabel de Trastàmara i Trastàmara, filla d'Isabel I de Castella i de Ferran el Catòlic, reina de Portugal (m. 1498).
- 1800, comtat de Southampton, Virgínia (EUA): Nat Turner esclau afroamericà que va liderar un aixecament dels seus el 1831. Va ser perseguit i penjat juntament amb setze companys seus.[13]
- 1852, Glasgow, Escòcia: William Ramsay, químic escocès, Premi Nobel de Química de 1904 (m. 1916).[14]
- 1869, Porbandar, Gujarat (Índia): Mohandas Gandhi, polític i pacifista indi (m. 1948).[15]
- 1871, Olympus (EUA): Cordell Hull, advocat nord-americà, Premi Nobel de la Pau de 1945 (m. 1955).[16]
- 1879, Armidale, Nova Gal·les del Sud: Thea Proctor, artista modernista australiana.[17]
- 1888, Cartago, Costa Rica: Ángela Acuña Braun, primera advocada a l'Amèrica Central (m. 1983).[18]
- 1890, Manhattan, Nova York (EUA): Groucho Marx, actor i humorista estatunidenc (m. 1977).[19]
- 1901, Châtillon-sur-Seine: Alice Prin, pintora, actriu, model i cantant de cabaret francesa.[20]
- 1904
  - Berkhamsted, Hertfordshire (Anglaterra): Graham Greene, escriptor, dramaturg, guionista i crític anglès (m. 1991).[21]
  - Mughalsarai, Uttar Pradesh, Índia: Lal Bahadur Shastri, polític indi (m. 1966).[22]
- 1907, Glasgow, Escòcia: Alexander Robertus Todd, químic escocès, Premi Nobel de Química de l'any 1957 (m. 1997).[23]
- 1917, Thames-Ditton, Surrey (Anglaterra): Christian de Duve, bioquímic belga, Premi Nobel de Medicina o Fisiologia de l'any 1974 (m. 2013).[24]
- 1924 - La Valeta, Provença, França: François Arnal, pintor francès (m. 2012).[25]
- 1926 - Chicago (EUA): Ramona Fradon, artista de còmics estatunidenca.[26][27]
- 1933, Dippenhall, Hampshire, Anglaterra: John B. Gurdon, biòleg anglès, Premi Nobel de Medicina o Fisiologia de l'any 2012.[28]
- 1941, Amsterdam, Nova York: Raymond Tomlinson, informàtic estatunidenc, creador del correu electrònic (m. 2016).[29]
- 1943, Arràs, França: Bruno-René Huchez, productor i guionista francès
- 1945, New Rochelle, Nova York: Don McLean, cantautor americà.[30]
- 1949, Waterbury, Connecticut: Annie Leibovitz, fotògrafa estatunidenca.[31]
- 1951, 
  - Wallsend, Tyne i Wear (Regne Unit): Sting, músic anglès, baixista i cantant del grup musical The Police que també ha desenvolupat una carrera en solitari.[32]
  - Los Angeles: Romina Power, actriu i cantant nord-americana naturalitzada italiana.[33]
- 1952 - Barakaldo, Biscaia, País Basc: Unai Sordo, sindicalista basc.[34]
- 1953 - Makeni, Bombali, Sierra Leone: Ernest Bai Koroma, polític de Sierra Leone.[35]
- 1965 - Tokat, Turquia: Ferhan i Ferzan Önder, pianistes turco-austríacs.[36][37]
- 1970, Madrid: Maribel Verdú, actriu espanyola.[38]
- 1984 - Lo Puèi de Velai, Occitània: Marion Bartoli, jugadora de tennis professional francesa.[39]

## Necrològiques
Països Catalans
- 1853 - Estagell, Catalunya del Nord: Domènec Francesc Joan Aragó, físic català (n. 1786).
- 1916, Barcelona: Lauro Clariana Ricart, matemàtic i músic (n. 1842).[40]
- 1991, Barcelona (el Barcelonès): Maria Aurèlia Capmany i Farnés, escriptora i activista cultural (n. 1918).[41]
- 1997 - Barcelona: Josep Serra i Estruch, escriptor i promotor cinematogràfic català (n. 1921).[42]
- 2014 - Barcelona: Eduard Kucharski i Gonzàlez, jugador de bàsquet català de les dècades dels 40 i 50 (n. 1925).[43]

Resta del món
- 1678 - Hengyang, Hunan, Xina: Wu Sangui, general dels Ming (n. 1612).[44]
- 1708 - Versalles, França: Anne Jules de Noailles, militar i home d'estat del Regne de França (n. 1650).[45]
- 1709 - París, França: Claude Poullart des Places, fundador de la Congregació del Sant Esperit (n. 1679).[46]
- 1767 - París: Louise-Magdeleine Horthemels, gravadora francesa (n. 1686).[47]
- 1803 - Boston, Massachusetts: Samuel Adams, polític estatunidenc, un dels Pares fundadors dels Estats Units (n. 1722).[48]
- 1804 - París, França: Nicholas-Joseph Cugnot, inventor francès (n. 1725).[49]
- 1842 - Bennington, Vermont: William Ellery Channing, teòleg i predicador unitari (n. 1780).[50]
- 1846 - Cambridge, Massachusetts: Benjamin Waterhouse, metge i científic estatunidenc, pioner en la vacunació contra la verola (n. 1754).[51]
- 1892 - París, França: Ernest Renan, escriptor, filòsof i historiador francès d'origen bretó (n. 1823).[52]
- 1985 - Colònia, Alemanya: Eugen Langen, enginyer alemany (n. 1833).[53]
- 1906 - Attingal, Travancore, Índia: Ravi Varma, pintor indi (n. 1848).[54]
- 1920 - Berlín, Alemanya: Max Bruch, compositor alemany (n. 1838).[55]
- 1927 - Estocolm (Suècia): Svante August Arrhenius, químic suec, premi Nobel 1903 (n. 1859).[56]
- 1933 - Gormanston, Comtat de Meath, Irlanda: Elizabeth Thompson, pintora anglesa d'obres de gran format de temà bèl·lic (n. 1846).[57]
- 1939 - Mundelein, Illinois: George William Mundelein, cardenal i arquebisbe de Chicago (n. 1872).[58]
- 1958 - Surrey: Marie Stopes, eugenecista escocesa, pionera de la contracepció (n.1880).[59]
- 1968 - Neuilly-sur-Seine (França): Marcel Duchamp, pintor i escultor francès (n. 1887).[60]
- 1969 - Greenmount, Austràlia Occidental: Katharine Susannah Prichard, escriptora australiana i membre fundadora del Partit Comunista d'Austràlia (n. 1883).[61]
- 1971 - Anglaterra: Marie Lebour, biòloga marina i il·lustradora científica britànica (n. 1876).[62]
- 1973 - Hèlsinki, Finlàndia: Paavo Nurmi, atleta finlandès especialitzat en curses de mitja i llarga distància (n. 1897).[63]
- 1980 - Gatteo: Lina Pagliughi, soprano italiana nascuda als Estats Units d'Amèrica (m. 1980).[64]
- 1982 - Nova York: William Bernbach, publicista estatunidenc (n. 1911).[65]
- 1985 - Winnetka, Illinois: Rock Hudson, actor estatunidenc (n. 1925).[66]
- 1987 - 
  - Marbella: Madeleine Carroll, actriu britànica, molt popular en les dècades de 1930 i 1940 (n. 1906).[67]
  - Londres: Peter Medawar, zoòleg i biòleg anglès d'origen brasiler, Premi Nobel de Medicina o Fisiologia de 1960 (n. 1915).[68]
- 1988 - Birmingham, Anglaterra: Alec Issigonis, enginyer anglès-grec (n. 1906).[69]
- 1991 - Istanbul, Turquia: Demetri I de Constantinoble, patriarca de Constantinoble del 1972 al 1991 (n. 1914).[70]
- 2001 - Baviera (Alemanya): Franz Biebl, compositor alemany (n. 1906).[71]
- 2015 - Greencastle, comtat de Donegal, Irlanda: Brian Friel, dramaturg irlandès en llengua anglesa (n. 1929).[72]
- 2016 - Lincoln (Anglaterra): Neville Marriner, violinista i director d'orquestra (n. 1924).[73]
- 2017 - Gainesville, Florida: Tom Petty, músic estatunidenc (n. 1950).[74]
- 2018 - Buenos Aires, Argentina: Hermenegildo Sábat, dibuixant uruguaià-argentí, conegut com el Menchi Sábat (n. 1933).[75]
- 2020 -
  - Omaha, Nebraska: Bob Gibson, jugador de beisbol estatunidenc (n. 1935).[76]
  - Kinsale, Irlanda: Derek Mahon, poeta i traductor irlandès (n. 1941).[77]

## Festes i commemoracions
- Dia Internacional de la No Violència
- Dia Internacional de l'Educació Social[78][79]
- Onomàstica: el sant Àngel Custodi; sants Saturi de Sòria, eremita; Leodegari d'Autun; Teòfil de Bulgària; beat Berenguer de Peralta, bisbe; beata Jeanne Émilie de Villeneuve, fundadora de les Germanes de la Immaculada Concepció de Castres; servent de Déu Claude Poullart des Places, sacerdot i fundador de la Congregació de l'Esperit Sant.

A l'Església Ortodoxa: mort del príncep Ígor II de Kíev, monjo (1147).